# Castelete
Castelete é uma elevação portuguesa localizada na freguesia da Piedade, concelho das Lajes do Pico, ilha do Pico, arquipélago dos Açores.
Este acidente geológico tem o seu ponto mais elevado a 51 metros de altitude acima do nível do mar.
Nas imediações desta formação geológica encontra-se uma densa floresta macaronésica e encontra-se também as formações costeiras da Ponta do Castelete e do Calhau Miúdo.
Dada a existência da floresta macaronésica aqui existente este local faz parte da área de Paisagem Protegida de Interesse Regional da ilha do Pico.